# Yogi

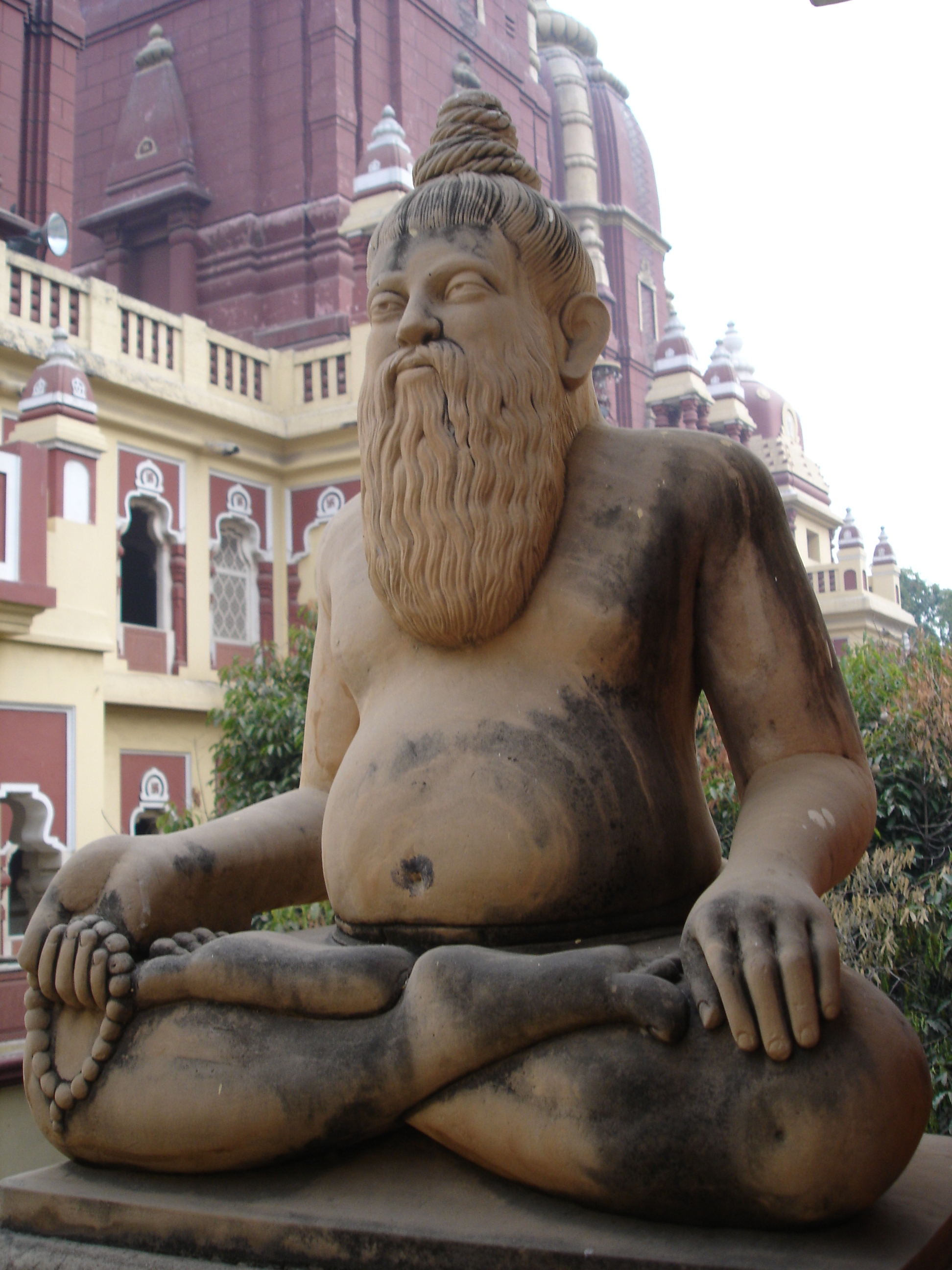
Một bức tượng yogi Hindu ở Birla Mandir, Delhi

Yogi hoặc yogini (tiếng Sanskrit,) là từ chỉ người luyện tập môn yoga. Từ Yogin phát sinh từ cùng một ngữ căn với tiếng La tinh "jungo" (nối kết, hợp nhất) và tiếng Đức "joch" (cái ách trói buộc).

## Yogi trong cuộc sống
Trong đời sống thường ngày, nhà yogi không có gì khác biệt với mọi người từ ăn uống, giao tiếp đến tính dục...
Chỉ có điều họ tích cực hơn về các mặt: Hành thiện, đức tin, lạc quan... Riêng đối với những vị muốn đi tới giải thoát, kỷ luật khắt khe nhiều ít tự đặt ra và tùy theo pháp môn họ chọn.

## Yogi và đức tin
Mặc dù giải thoát là phương hướng đi tới, nhưng không phải đó là đối tượng để so đo, phán xét, nhà yogi cứ khẩn trương nhưng không vội vã, cố gắng nhưng không đặt yêu cầu, như "vô cầu" của đạo Phật. Để minh họa cho đức tin này chúng ta lấy câu nói của đạo sư Vivekananda: "... Dù phải uống cạn cả đại dương". Nghĩa là cứ kiên nhẫn đi tới, không đặt vấn đề bao lâu, có hay không, như thế nào là thành đạt. Thậm chí nếu giống như "Dã tràng xe cát biển đông", điều này cũng không làm nao núng nhà yogi.

## Yogi và tri thức
Một yogi phải biết rõ hướng đi của mình, những trợ lực và những trở ngại, những cám dỗ của ảo giác (Maya) và tri kiến để chế ngự. Ví dụ, một yogi nắm vững Hatha yoga muốn được toàn thiện, toàn mãn phải nghiên cứu thêm các môn pháp khác như: Mantra yoga, Bhakti yoga, Jnana yoga, Dhyana yoga, Raja Yoga, Karma yoga, Samadhi yoga... Thật ra trong một môn pháp đều chứa đựng các môn khác, vì muốn đặt trọng tâm về mặt nào cho thích hợp từng yogi nên chia ra nhiều môn loại.